# 동성로 (대구)

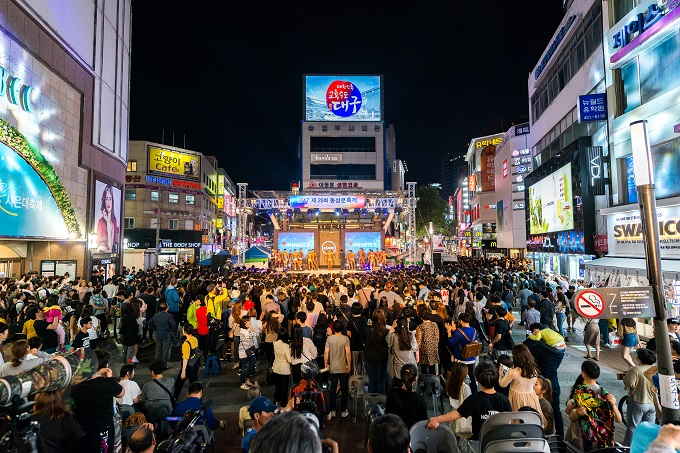
동성로, 대구백화점 본점 앞 무대

동성로(東城路)는 대구광역시 중구의 법정동이자, 동성로 관광안내소에서 대구역네거리에 이르는 구간에 조성된 대구광역시 최대 번화가의 명칭이다. 단핵 도심 체제의 대구 사람들에게는 시내(다운타운)로 통하기도 한다.

## 개요
행정구역 상으로는 법정동 동성로1~3가에 해당하며, 행정동명으로는 동성로1~2가가 성내1동, 동성로3가는 성내2동에 해당한다.
동성로는 백화점, 쇼핑센터, 패션타운, 호텔, 레스토랑, 병원, 학원가, 통신골목 등을 비롯해 먹거리, 연극, 영화, 예술, 공원, 시민휴식처 등 거의 모든 분야를 아우르는 대구광역시 문화와 쇼핑의 중심 거리이다.
동성로라고 인식하는 구역의 범위는 개인차가 있을 수 있으나, 좁게는 중앙로역 - 공평네거리 - 봉산육거리 - 반월당역 내부의 지역을, 넓게는 서쪽의 종로와 약전골목, 북쪽의 교동, 동쪽의 삼덕동 지역까지 포함하기도 한다.
반월당역이 대구 지하철 1~2호선의 환승역이 되면서 상권이 대구역 부근에서 많이 내려와 현재 핵심 상권은 반월당역~중앙로역 사이에 밀집해있는 편이다.
동성로의 서북쪽에는 공원이 있는데, 공평동에 위치하던 구 대구중앙초등학교 부지를 2·28 대구 학생의거를 기념하기 위해 2.28민주의거기념공원으로 조성했다.
2019년 기준 대구광역시에서 공시지가가 가장 높은 토지는 동성로2가 162번지 법무사회관자리로 동성로 대구백화점 광장에 있다.
문화체육관광부가 한국관광공사와 공동으로 선정하는 '한국관광 100선'에 2023년부터 지속적으로 선정되고 있다.

## 역사
과거 대구읍성의 성곽이 있었으나, 1907년에 일본인 상권 확보의 목적으로 친일 관료에 의해 성곽이 사라진 자리가 도로가 되었고, 그 성곽의 동쪽에 해당하는 터는 현재의 '동성로'가 조성되었다.
동성로는 1914년 “동성정”이라 하였다가 1946년에 “동성로”로 바뀌었다. 따라서 명칭이나 상권 자체로는 100년이 훨씬 넘는 역사를 가지고 있는 것이 특징이다. 다만 당시엔 현재 동성로에서 좀 더 서쪽으로 기운 종로쪽이 핵심 상권이긴 했다. 대구에서 가장 오래된 영화관 만경관도 그래서 그쪽에 위치해있는 것.
1990년 10월 8일부터 10월 10일까지 제1회 동성로 축제가 처음 열렸다. 2019년까지 제30회 동성로 축제가 열렸다.
본래 차도가 있었으나 '차 없는 거리'로 조성하자는 여론이 많아, 2008년 8월부터 2009년 12월까지 전봇대와 배전반을 철거하는 등의 리모델링 공사를 실시하여 새단장하였다.

## 교통
대구도시철도 반월당역(1~2호선 환승역)과 중앙로역(1호선)이 지나간다. 반월당역은 1호선과 2호선의 환승역이며, 대구도시철도 역 중 가장 이용객이 많은 역이다. 중앙로역은 대구도시철도 1호선 이용객 1위이자, 대구 도시철도 2위의 역이다. 1호선은 동구와 달서구/화원읍을 잇고 있으며, 2호선은 수성구/경산시와 성서, 다사읍을 이어준다.
2007년 11월 대구광역시는 대구역 네거리에서 반월당 네거리까지 1.05km 구간을 대중교통전용지구로 지정하는 계획을 발표했다. 대중교통전용지구는 2009년 11월 개통했으며, 중앙대로를 4차선에서 2차선으로 축소하는 대신 보행자 거리를 확장했다. 심야시간을 제외하고는 승용차량의 출입이 금지됐다.

## 주요시설

### 백화점 및 상업시설

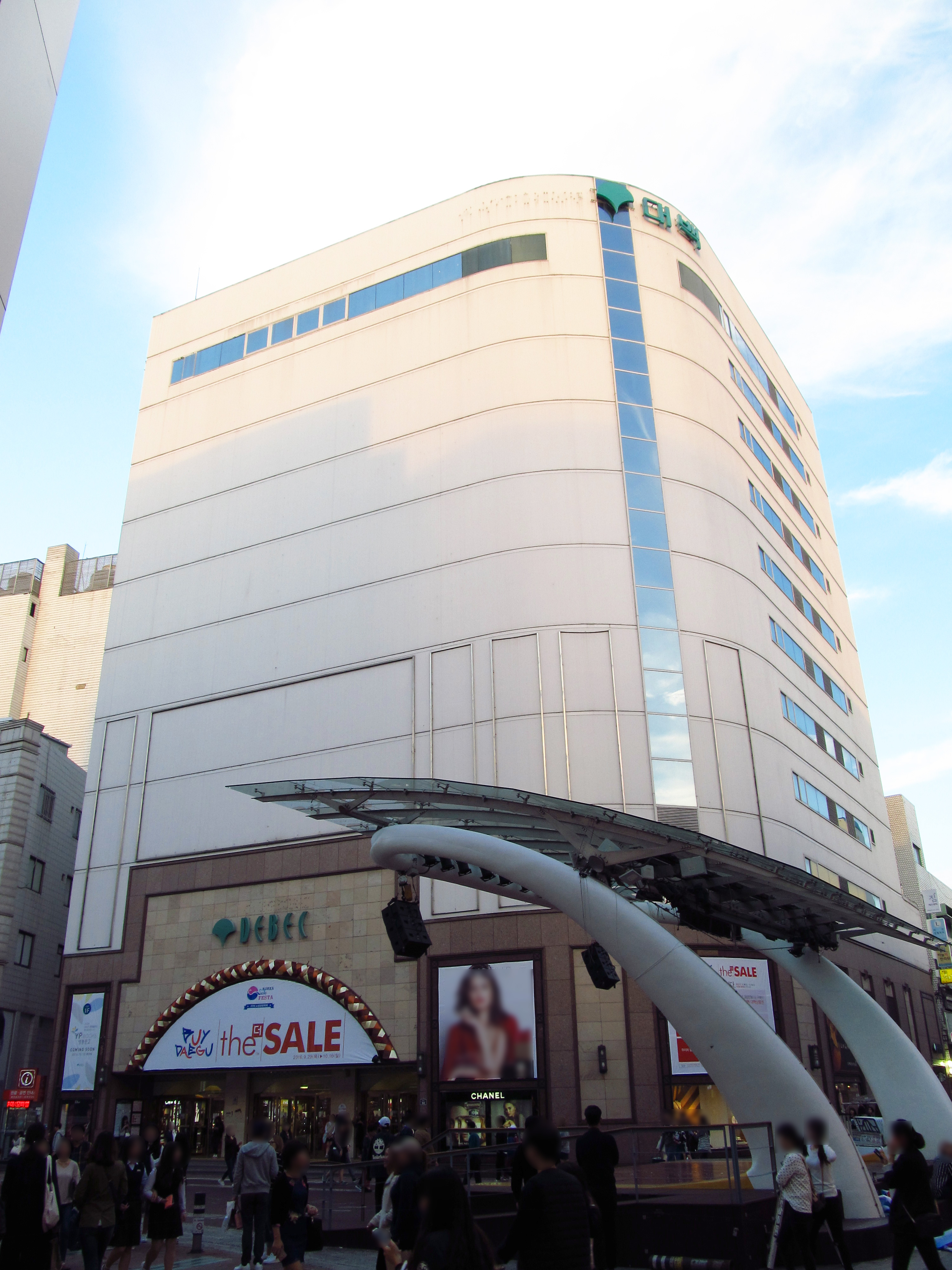
동성로, 대구백화점 본점

- 대구백화점 본점
- 동아백화점 쇼핑점
- 롯데백화점 대구점
- 현대백화점 대구점
- 동성로 스파크 (쇼핑·복합시설)
- 대현프리몰 (구 중앙지하상가)
- 메트로센터 / 메트로프라자

### 호텔
- 노보텔 앰베서더 대구
- 토요코인 동성로점[10]
- 리버틴호텔
- 2월호텔 동성로점
- 엘디스리젠트호텔

### 공공기관
- 대구광역시청

### 공원
- 228 기념 중앙공원
- 국채보상운동 기념공원

## 축제 / 행사
- 대구약령시축제
- 동성로축제
- 대구패션주얼리위크
- 대구 문화재야행

## 사진

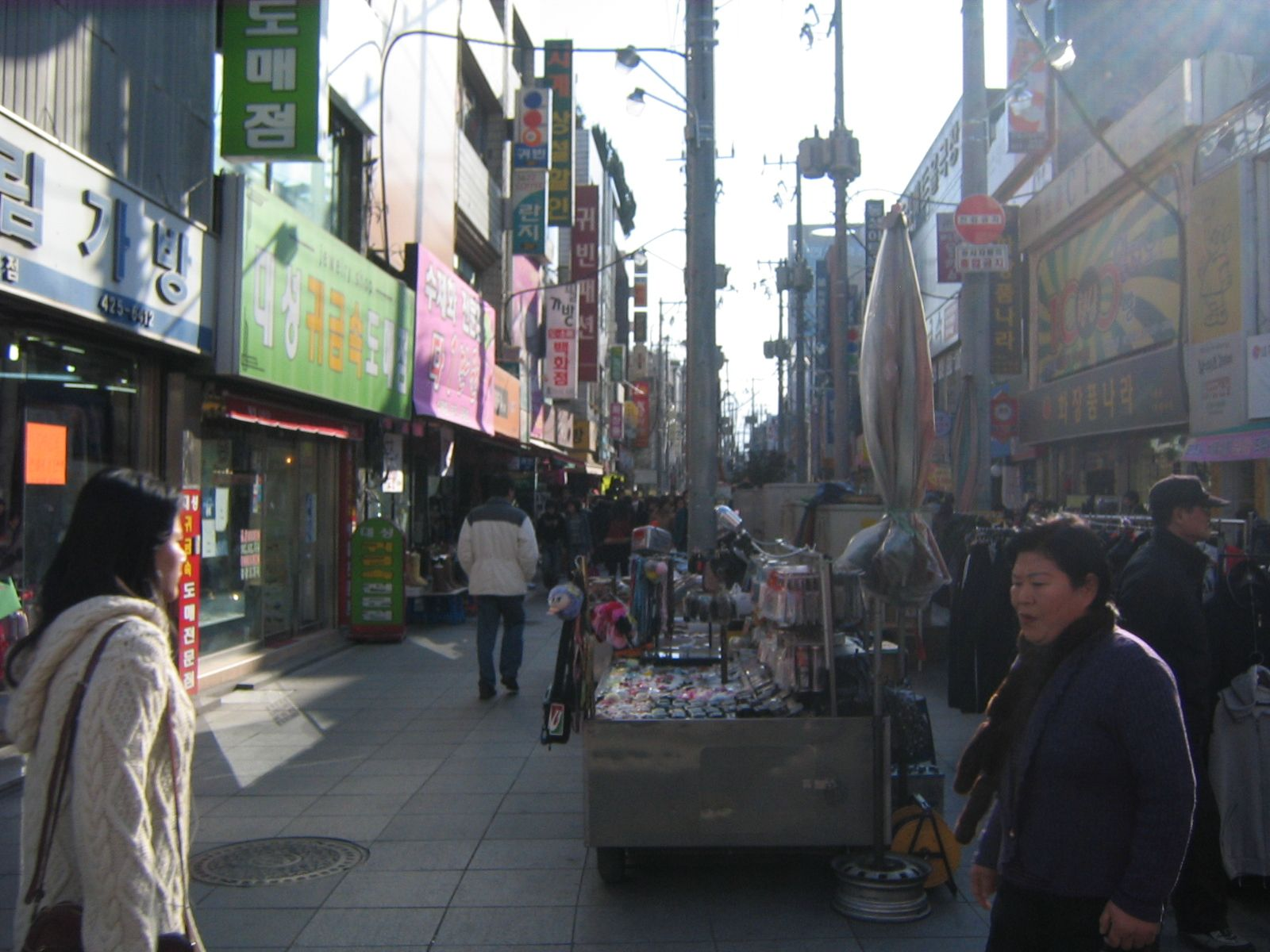
2006년 12월 리모델링 공사 이전의 동성로
2009년 5월 동성로 주변 동성5길
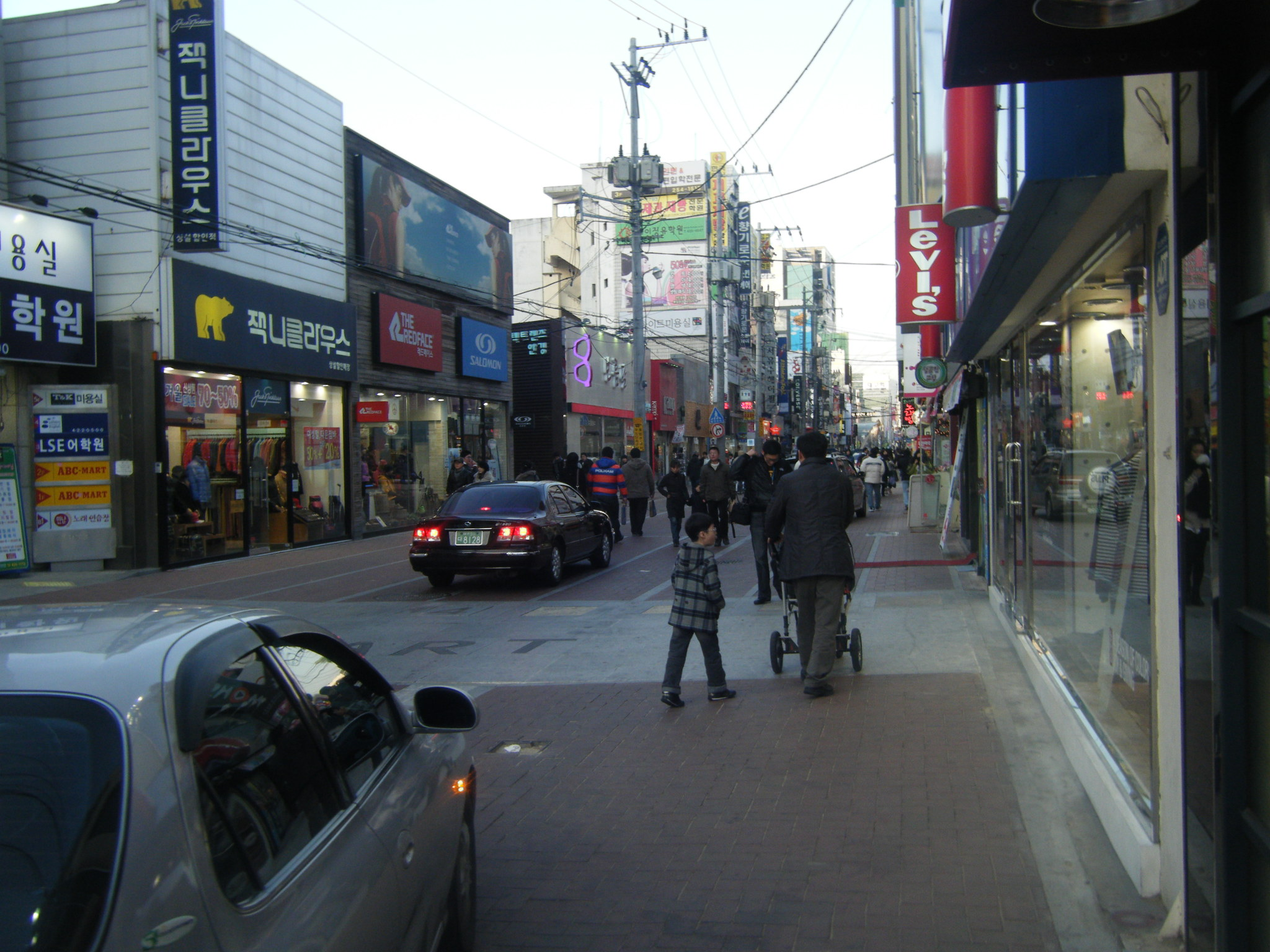
2010년 1월 동성로 주변 동성1길 동성로3가(좌측) 및 봉산동(우측)
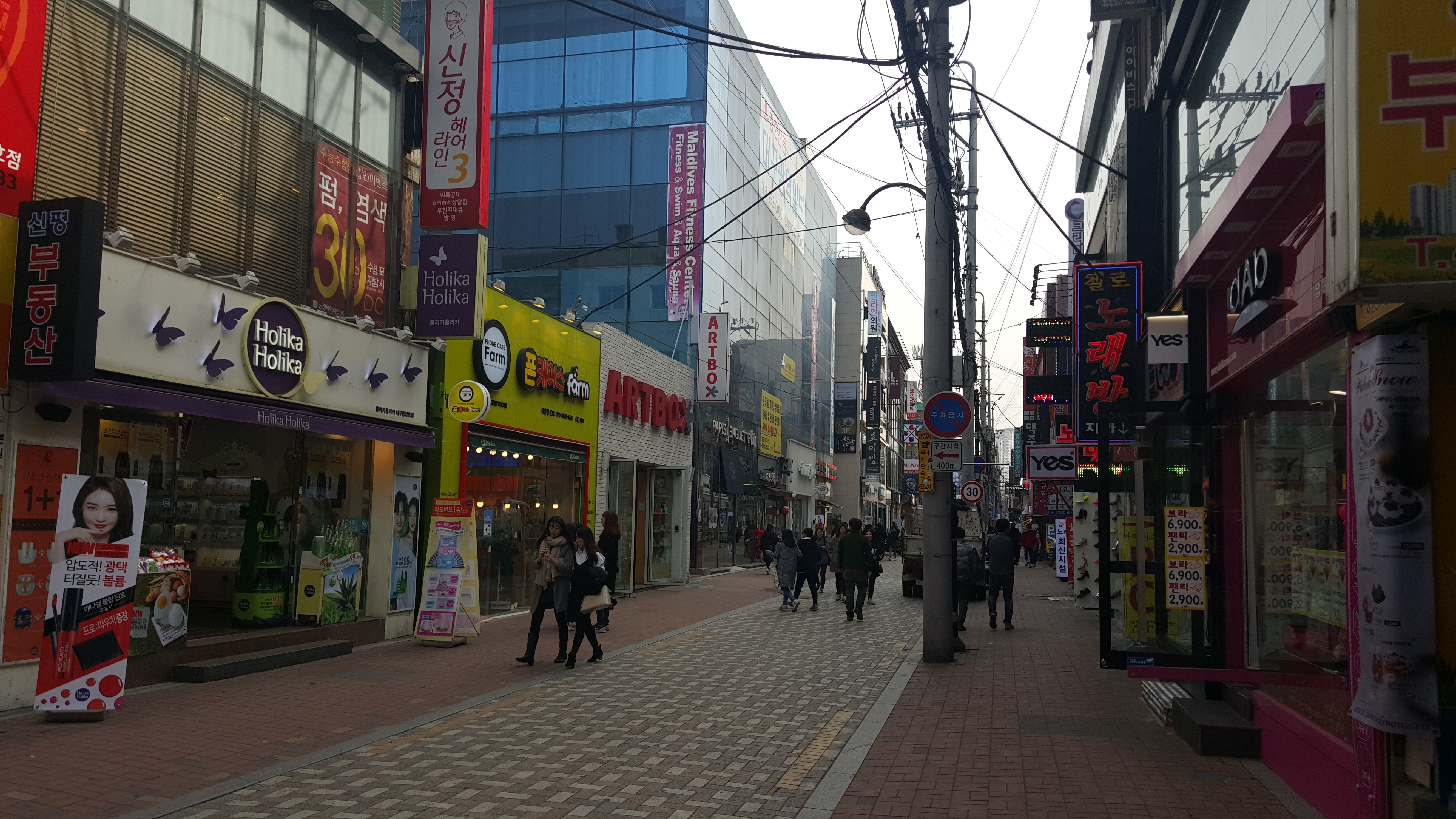
2016년 2월 동성로5길 삼덕동1가
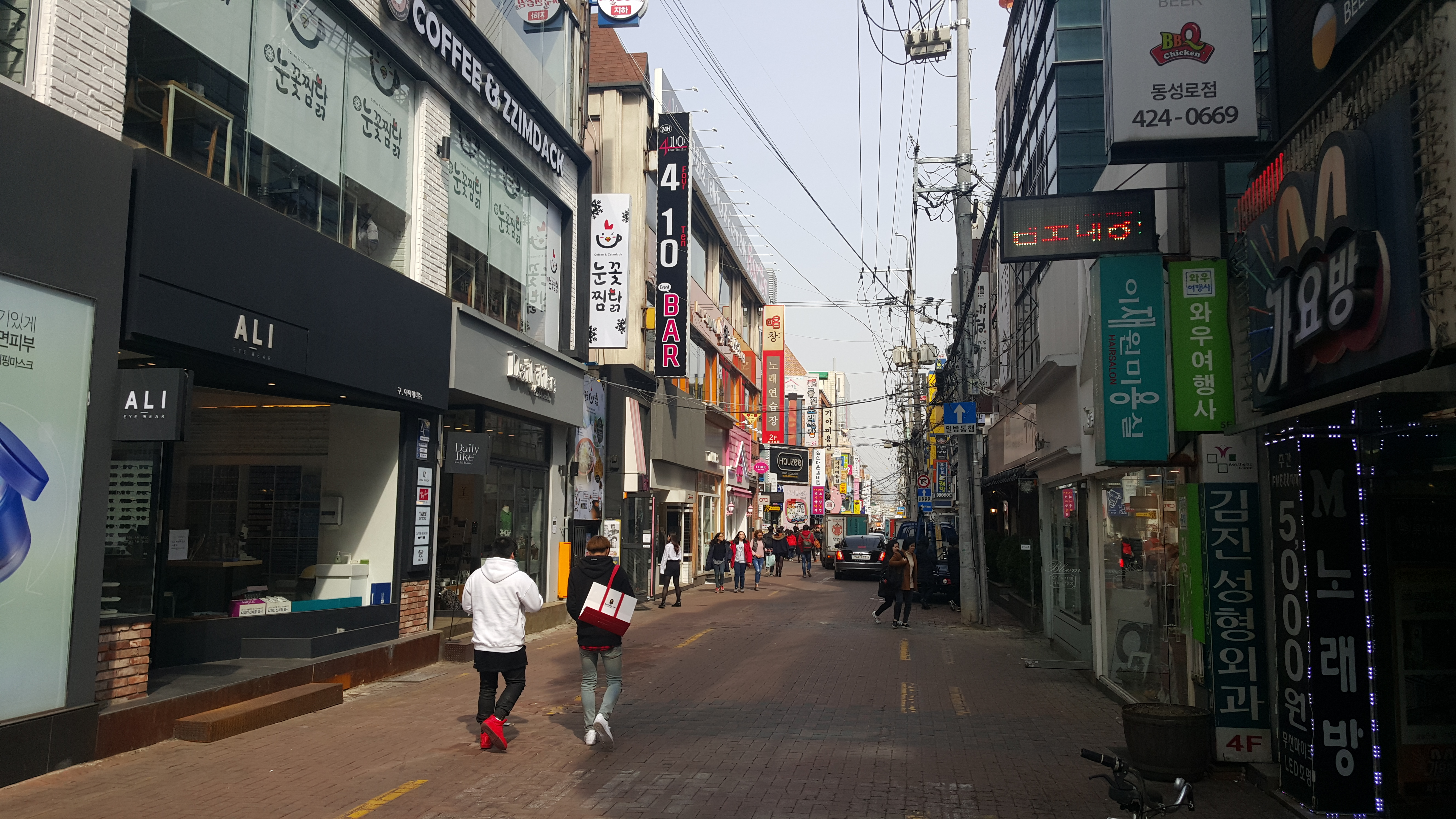
2016년 2월 동성로3길 삼덕동1가
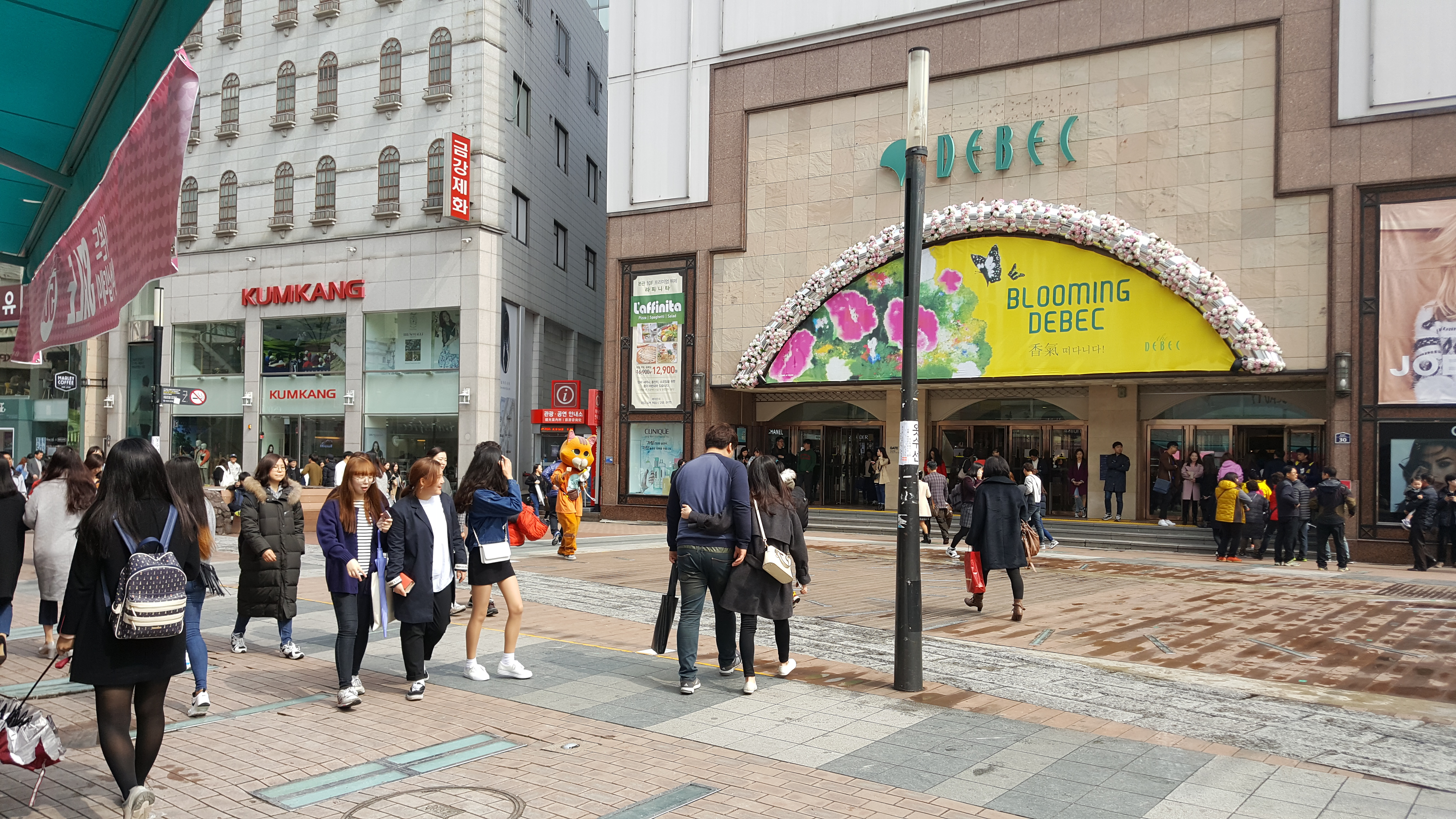
2016년 3월 동성로, 대구백화점 본점 앞 동성로2가
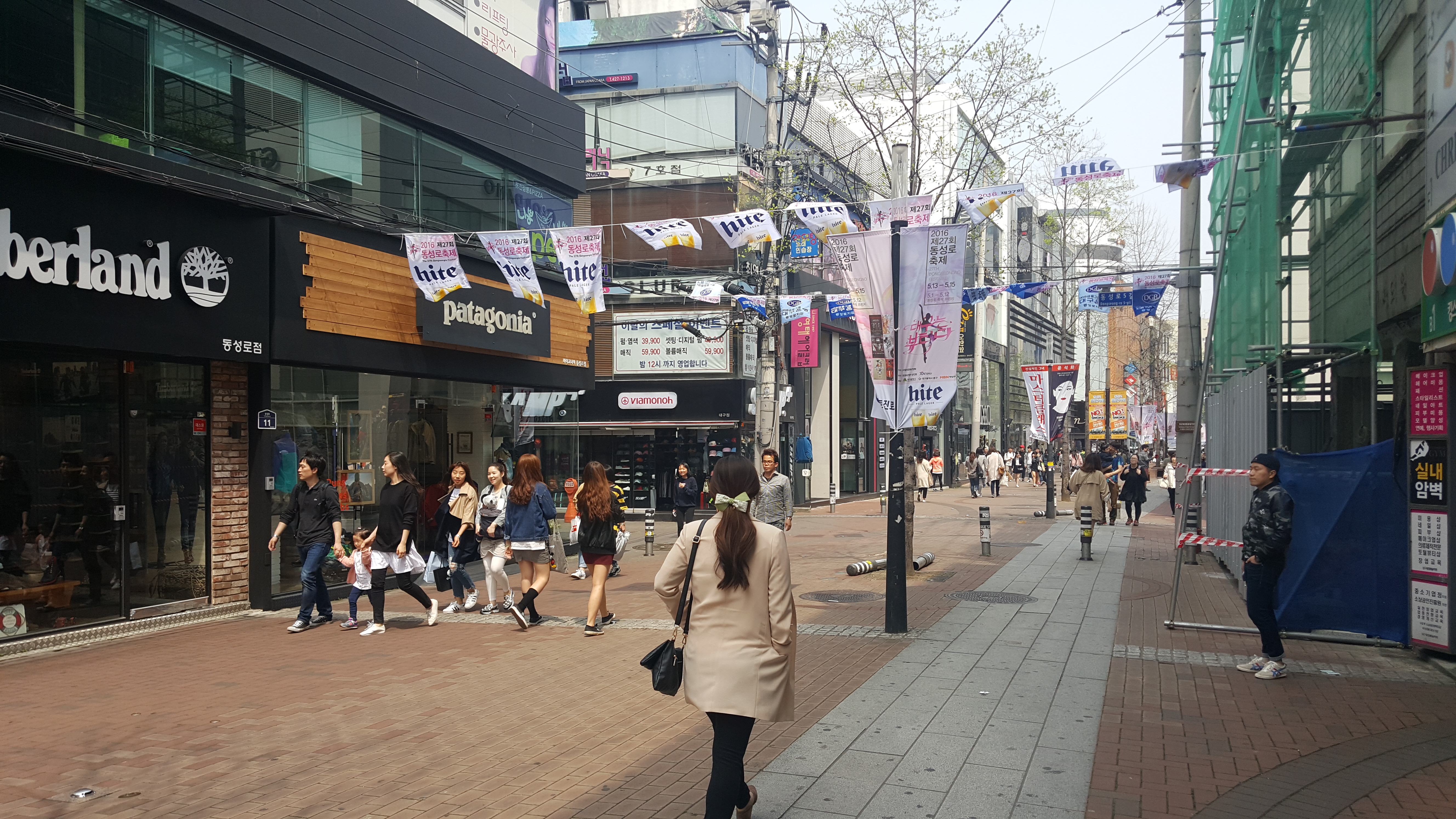
2016년 4월 동성로 동성로3가

## 같이 보기
- 대구읍성